# История Эльзаса

## Первобытное общество
Первые следы пребывания человека в Эльзасе датируются довольно ранним периодом в истории человечества. Археологи обнаружили скелеты, кремнёвые орудия, керамику. Но Эльзас не представляет собой ничего необычного для того периода. Районы, где были обнаружены следы первобытного общества, находятся в округе Феретта, Больвилле, Эгисхайма и в пещере Оберларг (Сунго).

## Античность
Кельты появились в Эльзасе во 2-е тыс. до н. э. Эльзас тогда был территорией, через которую кельты проходили, мигрируя на юг Европы. Окончательно кельты здесь обосновались в VIII веке до н. э. Эльзас был поделён между двумя кельтскими племенами: секванами и эдуями. Эти две народности были ослаблены с появлением германских племён в регионе — свевов под командованием Ариовиста. Они смогли завоевать превосходство в Эльзасе около 63 г. до н. э.
В 58 году до н. э. римские войска под командованием Юлия Цезаря проникли в Эльзас с целью покорить всю Галлию и одержали верх над германцами около Серне. Трибоки, кельто-германская народность, ведущая своё происхождение от свевов, обосновались на севере Эльзаса в районе Брюма. После завоевания Эльзаса римлянами наступил мирный период, продолжавшийся в течение пяти веков. Именно в это время начали развиваться первые города (был основан Страсбург, носивший в то время название Аргенторат), строились первые дороги, получило распространение виноделие. Латинизация, а затем христианизация региона происходили в Эльзасе мирным путём.
Мирный период был прерван начиная с IV века набегами варваров на Римскую империю. Римляне были окончательно изгнаны из Эльзаса в 378 году, и здесь обосновались алеманны, которые принесли свою культуру и начали строить свои города. В том числе алеманны принесли и свой язык, который впоследствии преобразовался в эльзасский диалект, на котором в этом регионе говорят до сих пор. Алеманны постоянно воевали с франками, германским народом, который обосновался на севере современной Франции. Франки одержали решающую победу над алеманнами в битве при Толбиаке в 496 году. Но алеманны продолжали преобладать на территории Эльзаса, несмотря на включение региона во Франкское государство Хлодвига I. После смерти Хлодвига в 511 году, Эльзас вошёл в состав королевства Австразия.

## Господство франков (496—870)
Когда после смерти Хлодвига его королевство было разделено между четырьмя его сыновьями (511 год), Эльзас вошёл в состав Австразии, доставшейся Теодориху I. С 539 года он обособился в особое герцогство, герцоги которого находились в ленной зависимости от королей Австразии. Тогда же появилось имя Эльзас (в различных памятниках VI—X веках имя Эльзас встречается в формах Helisaz, Elisâza; в латинских рукописях жители Эльзаса называются alesaciones или alsaciones; после X века устанавливается форма Elsass).
В 662 году герцогство Эльзасское получил Адальрих (по прозвищу Этихо), родственник короля. Потомки его, сохранившие на два столетия власть над Эльзасом, назывались Этихонидами. Во время господства франков народным языком Эльзаса стал один из германских языков, в дальнейшем развитии своём сблизившийся с остальными германскими языками, но, впоследствии, под сильным французским влиянием ставший особым наречием немецкого языка. В VI веке в Эльзасе вновь и окончательно распространилось христианство. В VII—VIII веках там было основано много монастырей, которые получили от Этихонов значительные земельные владения. Во главе церковной организации стоял епископ страсбургский. При франкских королях в Эльзасе водворился феодализм.
При Карле Великом Эльзас был объединён с другими владениями франкских королей в одно большое государство. По Верденскому договору (843 год), Эльзас вместе с Лотарингией и Италией достался императору Лотарю. В 845 году Лотарь посетил Страсбург и подтвердил вольности эльзасских городов и монастырей. По Мерсенскому договору (870 год) Эльзас, как и другие говорящие по-немецки области, достался Людовику Немецкому. В договорном акте говорится о двух отдельных графствах, Нордгау (Нижний Эльзас) и Зундгау (Верхний Эльзас); отдельно упоминаются Страсбург и 10 эльзасских монастырей, находившихся под защитой королевской власти.

## Средние века
В эпоху Меровингов в Эльзасе наблюдался общественный упадок и увеличение числа дофеодальных войн — последствие германского обычая наследственного деления земель. После окончания периода «ленивых королей» Каролинги смогли добиться некоторого процветания Эльзаса. Христианизация дала толчок к строительству многочисленных монастырей и аббатств: Мармутье, Виссембург, Мюрбаш, Мюнстер, Гогенбург (или гора Сент-Одиль). Первая аббатиса этого монастыря святая Одиль стала покровительницей Эльзаса. Виноделие превратилось в основу экономики региона, а расположение эльзасских территорий в центре империи способствовало развитию рынков.
После смерти Людовика Благочестивого, наследника Карла Великого, франкское королевство было поделено между его сыновьями. Именно в Эльзасе двое из них — Карл Лысый и Людовик II Немецкий заключили союз против третьего — Лотаря. Они дали в 842 году так называемые «Страсбургские клятвы», которые являются первым письменным памятником старофранцузского языка. В 870 году после смерти Лотаря II, проигнорировав права его брата Людовика II, был произведён раздел Лотарингии в соответствии с Мерсенским договором. Эльзас отошёл во владения Восточно-франкского королевства, преобразовавшегося впоследствии в Германию.
В течение восьми веков судьба Эльзаса была неразрывно связана с немецкой историей. Владения немецких сеньоров (особенно Габсбургов и Ганау-Лихтенбергов) располагались в непосредственной близости от Эльзаса (Рейнланд-Пфальц и Баден). В XIII веке началось активное движение по освобождению городов: временная власть епископов была вытеснена буржуазными институтами. Это развитие муниципальной жизни выразилось в расцвете Страсбурга и формировании лиги свободных городов Декаполя во главе с Хагенау. В конце средних веков Эльзас всё ещё не имел какого-либо определённого политического и исторического положения, способного помочь региона обрести территориальное единство.

### Германская эпоха (870—1648)

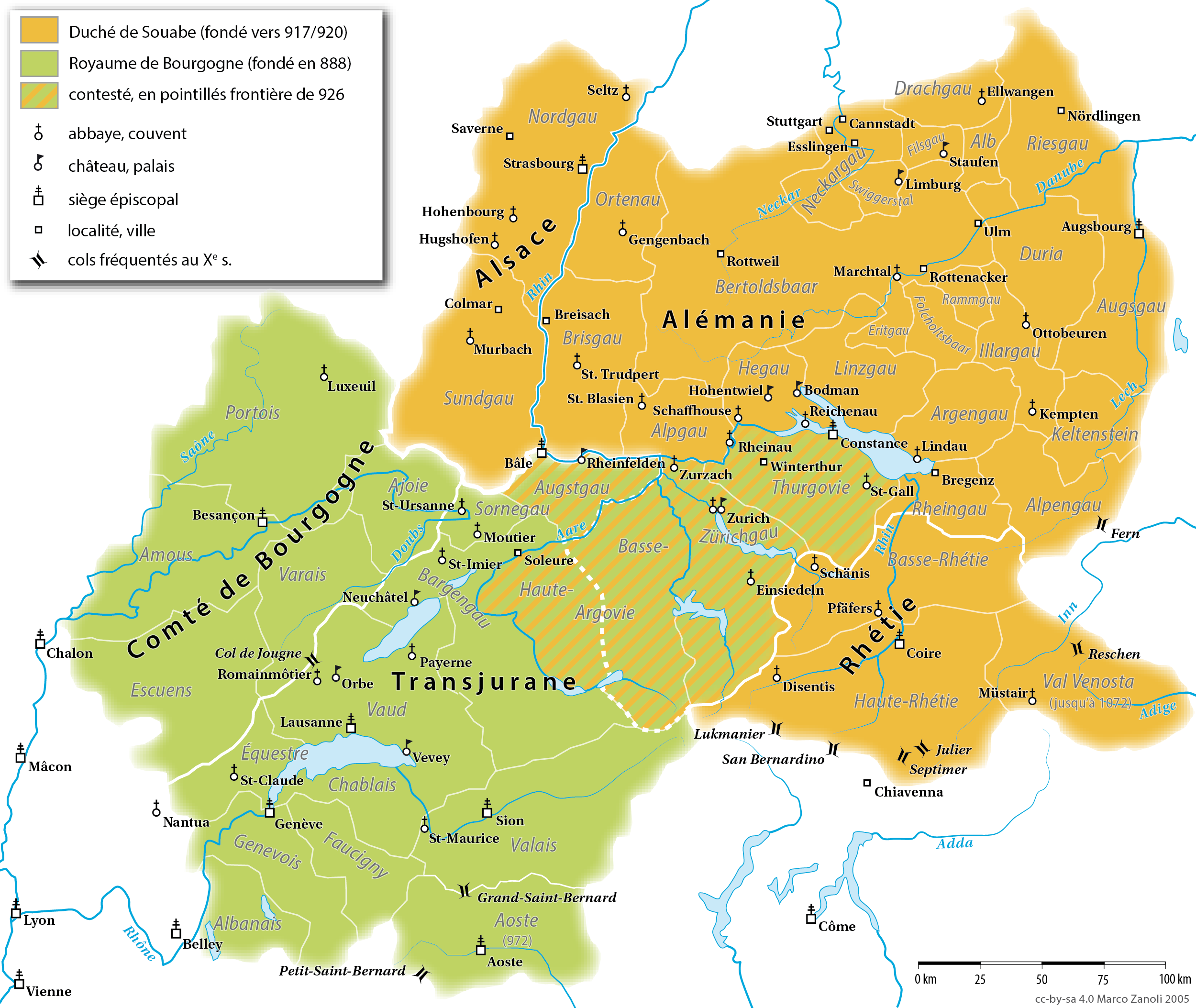
Эльзас в XI веке

В 873 году пожар уничтожил архив страсбургского собора. По этому поводу епископ просил короля дать страсбургской церкви новую грамоту. Людовик Немецкий исполнил эту просьбу и в грамоте, имеющей важное значение в истории Эльзаса, подтвердил все прежние права епископов и даровал им новые, в том числе право чеканки монеты.
Карл Толстый объединил Эльзас с Лотарингией и Швабией и образовал из них герцогство Алеманию, которое существовало до 1096 года. В 917 и 924 годах Эльзас подвергся опустошительным нашествиям мадьярских орд. В 935 году венгры вновь напали на Эльзас, но были разбиты при Кольмаре гр. Лойтфридом, потомком Этихонов, и удалились, разграбив по пути только Мурбахское аббатство.
В 982 году епископ страсбургский Эрканбольд получил от короля Оттона II право юрисдикции в значительной части Эльзаса. Он дал Страсбургу первый дошедший до нашего времени муниципальный статут этого города, составленный на латинском языке; в XIII веке он был переведён на древненемецкий язык. Этот статут, представлявший собой целый кодекс как административного, так и гражданского и уголовного права, послужил исходной точкой для развития эльзасского законодательства. Статуты других эльзасских, а также некоторых лотарингских и швабских городов были составлены по его образцу.
После распадения Алеманнского герцогства Эльзас остался объединённым со Швабией, и герцоги швабские носили также титул герцогов эльзасских. Начиная с XII века в Эльзасе, кроме независимых от герцогской власти монастырей, появляется также значительное число имперских сеньорий. Представителями имперской власти в стране были ландграфы и рейхсфехты.
Ко времени междуцарствия (1254—1273) относится ожесточённая борьба между епископом страсбургским Вальтером Герольдсеком и эльзасскими городами — Страсбургом, Кольмаром и некоторыми другими. Епископы, охраняя интересы церкви, обременяли горожан тяжёлыми поборами и пользовались своим правом юрисдикции в ущерб интересам городов. Между тем, города к этому времени стали значительнее, в них развились ремёсла и торговля, и горожане стали стремиться к независимости от епископской власти. Выразителем их интересов и желаний был городской совет, сначала всецело находившийся в руках епископов, но к XIII веку в значительной степени эмансипировавшийся от них.
В 1262 году страсбуржцы восстали против епископа, разрушили его дворец и заставили его бежать из города. Он наложил на город интердикт, соединился с епископом трирским, аббатами мурбахским и санкт-галленским и многими светскими владетелями и со значительным войском двинулся на Страсбург. Страсбуржцы получили поддержку от Кольмара, Мюльгаузена и Базеля, от Рудольфа Габсбургского, владевшего значительными землями в Эльзасе, и от некоторых других владетелей. В городах не было, однако, полного единства. Рядом с господствовавшей партией, враждебной епископу, существовала другая, отстаивавшая интересы церкви. В Кольмаре ей удалось произвести восстание и изгнать местного шультгейса Рессельмана. В сражении при Обергаусбергене (1262) епископ был наголову разбит и бежал, после чего он скоро умер. Новый епископ заключил с горожанами мир, в силу которого Страсбург перестал быть епископским городом и сделался вольным имперским городом. Победа страсбуржцев над епископом отозвалась и в других городах, не исключая Кольмара; власть монастырей была повсеместно подорвана.
В XIV веке цеховая организация в городах всё крепла и приобретала всё более политической власти. В 1322 году в Страсбурге после продолжительной борьбы была выбрана комиссия, которая выработала новый кодекс (Strassburger Stadtbuch), заменивший муниципальный статут 982 года. Новый кодекс состоял из 500 законодательных постановлений и являлся, подобно муниципальному статуту 982 года, и конституцией города, и уголовным, гражданским и судебным кодексом. Признавая значение цехов, он сохранял ещё значительное преобладание рыцарского элемента, что не соответствовало действительному положению вещей. В силу этого конституция 1322 года оказалась недолговечной.
В 1332 году произошла революция после кровопролитного сражения на улицах, в котором погибло немало рыцарей. Между враждующими партиями состоялось соглашение: старый городской совет был распущен и на место его поставлен новый, состоявший из 20 советников — горожан (b ü rgerliche Ratsherren), по одному от каждого цеха, и всего из двух представителей дворянства. Во главе совета и города стоял староста (Ammeister), избираемый советом из горожан. Во время этой борьбы горожане были сторонниками императора Людовика Баварского и опирались на него, называясь красными; рыцари, искавшие опоры в Габсбургах, назывались чёрными. Восстания «красных» против господства или влияния «чёрных» произошли и в других эльзасских городах; новые конституции давали везде перевес цеховому элементу над рыцарским, хотя в подробностях довольно значительно отличались одна от другой. Так, например, городской совет города Кольмара, в силу конституции 1360 года, состоял из 30 членов, из коих 20 были представителями цехов, а 10 — дворянства.
В 1354 году 10 городов Эльзаса заключили между собой союз городов (декаполис); из него со временем вышел Мюльгаузен, заключивший в 1515 году союз с Берном и Золотурном и вступивший таким образом в состав Швейцарской конфедерации, из которой он выделился только в 1798 году.
В 1348—1349 годах в Эльзас пришла «чёрная смерть» (чума) и опустошила всю страну, принадлежавшую тогда к числу наиболее густонаселённых стран Европы. В одном Страсбурге, по показаниям эльзасского историка Кенигсгофена, погибло 16000 человек, то есть около одной трети тогдашнего населения города. Помимо общего обеднения населения, помимо понижения культуры, это имело непредвиденным последствием сильное антисемитическое движение. Евреев в Эльзасе было довольно много, по преимуществу торговцев.
В 1337 году произошёл первый в Эльзасе еврейский погром. Образовался отряд из трактирщиков, ремесленников и торговцев, который прошёл по значительной части страны, грабя и убивая евреев. Число убитых простиралось до 1500 человек. Ещё тяжелее был погром 1349 года. Евреи, как утверждали тогда, почти не умирали от чёрной смерти. Если это факт, а не суеверная фантазия их врагов, то он объясняется их более гигиеническим образом жизни. Возникли обвинения их в колдовстве и в отравлении колодцев.
В январе 1349 года состоялся в Бенфельде (в Нижнем Эльзасе) съезд рыцарей и представителей городских советов, постановивший истребить евреев. Только депутаты Страсбурга протестовали против этого решения и отрицали какую бы то ни было вину со стороны евреев. В силу состоявшегося решения повсеместно городские власти при помощи народной толпы подвергали аресту массы евреев и сжигали их или убивали иным способом. В самом Страсбурге несочувствие этому образу действий со стороны городского совета вызвало восстание, которое привело к смене состава городского совета и к увеличению в его числе представителей дворянства, настроенного более антисемитски. Новое управление города, исполняя постановление Бенфельдского съезда и желание значительной части горожан, захватило более 2000 евреев и приговорило их к сожжению. Остались в живых лишь немногие евреи, которые в виду костра согласились креститься. Дети по большей части были насильственно крещены. Ныне существующая в Страсбурге улица Brandgasse своим названием напоминает об этом событии. Вслед за тем евреям было запрещено жить в Страсбурге и других эльзасских городах. Это запрещение сохраняло силу до великой французской революции. Император Карл IV, видевший в евреях полезный для страны торговый и денежный элемент, был недоволен как фактом погрома, так и запрещением жительства, но должен был примириться с тем и другим.
В 1365 году французский рыцарь Ангерран де Куси, претендовавший на значительные владения в Эльзасе, несправедливо, по его мнению, доставшиеся Габсбургам, и находившийся в близких родственных отношениях с английским королевским домом, собрал в Англии и во Франции войско в 40000 человек, вторгся с ним в Эльзасе и произвёл в нём страшное опустошение. В 1375 году он повторил своё нападение, но был вынужден отступить перед превосходными силами Леопольда, герцога австрийского. Оба набега остались в народной памяти как набеги «диких англичан».
В 1439 году и потом в 1444—1445 годах Эльзас подвергся двум не менее опустошительным нашествиям шаек Арманьяков. В первый раз ими предводительствовал граф Арманьяк, во второй раз — французский дофин Людовик, впоследствии король Людовик XI.
Арманьяки были призваны в Эльзасе императором Фридрихом III, желавшим воспользоваться ими против швейцарцев, но они преследовали свои собственные цели — расширение французских владений и просто грабёж. Их попытка взять Страсбург (весной 1445 года) не удалась: страсбуржцы мужественно защищались и отбили их от своих стен. Не удалось также их нападение на Мюльгаузен, после которого они должны были удалиться во Францию.
Эти бедствия, а также чума, после 1348 года ещё несколько раз посещавшая Эльзас, замедлили рост благосостояния и культуры страны; в 1475 году в Страсбурге было только 26000 жителей, то есть значительно меньше, чем перед чёрной смертью; уменьшилось число жителей и в других городах Эльзаса. Тем не менее в духовной жизни Германии Эльзас в XV веке, как и ранее, играл довольно видную роль.
Ещё в XIII веке Эльзас славился своими миннезингерами: Рейнмар из Хагенау и Готтфрид из Страсбурга приобрели широкую известность. В конце XIV века священник Яков Кенигсгофен написал на немецком языке хронику: «Aelteste teutsche so w ol allgemeine als insonderheit Elsassische und Strassburgische Chronike», напечатанную впервые в 1698 году; это — ценный литературный памятник, интересный как в литературном отношении, так и в историческом.
Первые опыты книгопечатания посредством небольшого ручного пресса были сделаны Гутенбергом в Страсбурге; только позднее он переселился в Майнц. В 1439 году в Страсбурге была окончена постройка знаменитого собора, одного из замечательнейших памятников средневековой архитектуры. В конце XV века эльзасский монах Вейссенбург перевёл евангелие на немецкий язык. Страсбургским деятелем с 1478 года и до смерти был знаменитый проповедник Гейлер фон Кайзерсберг (1445—1510), который, несмотря на свой строгий католицизм, вследствие смелости своей критики, направленной против злоупотреблений в церкви, и выдвигания на первый план вопросов морали, может считаться одним из предшественников реформации.
В 1450 году в городе Шлеттштадте (в Нижнем Эльзасе) была основана ставшая весьма известной со времени реформации шлеттштадтская школа, одним из профессоров которой с 1500 по 1528 годы был известный гуманист Вимфелинг. Реформация в городах Эльзаса была встречена сочувственно; вследствие географической и политической близости к Швейцарии она приняла там форму более близкую к учению Цвингли, чем Лютера. В Страсбурге она связана с именами, главным образом, четырёх деятелей, бывших там священниками: Матвея Целля (1477—1548), Вольфганга Капито (1478—1541), Мартина Бутцера (1491—1551), Каспара Гедио († 1552). Их проповеди увлекали городскую толпу. В 1529 году страсбургский городской совет отменил католическую мессу.
На Аугсбургском сейме 1530 года Страсбург, вместе с Констанцем, Меммингеном и Линдау, отказался присоединиться к «Аугсбургском исповеданию» (составленному Меланхтоном) и представил особое так назыв. «Исповедание четырёх городов» (Confessio Tetrapolitana), составленное Бутцером и Капито и отклоняющееся от учения Лютера в вопросе о причащении.
В 1535 году Страсбург вступил в Шмалькальденский союз. В 1546 году он присоединил свои войска к войскам союза, за что, после поражения союза, был принуждён уплатить контрибуцию в 30000 гульденов золотом.
В 1548 году его городской совет принял Аугсбургское Interim. Другие города Эльзаса тоже постепенно перешли к реформации, Мюльгаузен — уже в 1523 году, другие — позднее. Но во владениях Габсбургов католицизм стоял прочно; к реформации присоединилось не более четверти населения Эльзаса.
Сильно затормозила её развитие и крестьянская война. Среди закрепощённого крестьянского населения проявлялось ещё с конца XV в. недовольство своим положением; уже тогда среди него, как позднее в Швабии, образовался тайный союз, известный под именем Союза башмака (Bundschuh: знаком союза был крестьянский башмак, в противоположность рыцарскому сапогу). Во главе союза к началу реформации стояли бургомистр шлеттштадтский Ганс Улльман, Яков Гаузер и Николай Циглер. Крестьяне стремились к отмене духовной и светской сениориальной юрисдикции, к уменьшению повинностей, к изгнанию евреев из всей страны, к отмене многих злоупотреблений сеньоров и властей. Им удалось вооружиться и в начале 1525 года начать восстание сначала на юге, потом и на севере Эльзаса. Вскоре значительная часть страны, за исключением городов, была в их руках; многие замки были ими взяты и разграблены; из городов ими был захвачен Цаберн. На подмогу местным владетелям явился Антон, герцог лотарингский. Он осадил Цаберн и склонил крестьян к капитуляции, в силу которой они выдавали оружие, но получали свободный возврат по домам. Когда крестьяне мирно вышли из ворот города, солдаты герцога Лотарингского бросились на них и произвели страшную резню: до 18000 крестьян было убито. Через несколько дней герцог Лотарингский одержал победу над другим отрядом крестьян при Шервейлере (близ Шлеттштадта), в этой битве пало до 10000 крестьян. Крестьянское движение было подавлено и крепостное право восстановлено в прежнем виде.
После реформации значительно развилась духовная жизнь в городах Эльзаса, особенно в Страсбурге В 30-х годах XVI века, под влиянием городского советника Иакова Штурма, в Страсбурге было секуляризировано значительное число монастырей, и их имущество употреблено на основание школ и библиотек. В 1538 году основана в Страсбурге гимназия, сыгравшая видную роль в истории просвещения страны; первым ректором её был известный гуманист Иоганн Штурм. Ещё важнее было основание в 1566 году академии, которая имела право давать академические степени до звания доктора включительно.

### Тридцатилетняя война
В первый период тридцатилетней войны Эльзас был сравнительно мало затронут ею. Граф Мансфельд со своим партизанским отрядом в 1621 и 1622 годах проник туда, чтобы бороться с католическими рыцарями, но большого значения его набеги не имели. Город Страсбург, несмотря на свой протестантизм, заключил в 1621 году союз с императором, в награду за что император преобразовал его академию в университет.
С 1632 года для Эльзаса начался очень тяжёлый период. В этом году Страсбург заключил союз со шведами и дружески принял шведские войска под командой фельдмаршала Горна. Из Страсбурга Горн начал свой поход по стране, взял оставшиеся верными императору Бенфельд, Шлеттштадт, Кольмар, Хагенау и одержал несколько значительных побед над войсками имперцев. После того, как шведы в 1633 году заключили союз с Францией, на территорию Эльзаса вступили также войска французские. В 1634 году шведы удалились.
Обе враждующие стороны безжалостно опустошали страну в течение нескольких лет. К 1636 году несколько сот городских и деревенских поселений были разрушены до основания, так что многие из них впоследствии не были восстановлены; трупы убитых и умерших валялись в домах и по дорогам не убранными; всевозможные эпидемии и эпизоотии уносили массу людей и скота; поля были потоптаны или даже не засеяны. В стране господствовала страшная дороговизна и нужда; пищей нередко служил не только скот, умерший от эпизоотий, но даже человеческие трупы; волки и лисицы забегали в города и смело нападали на людей. В следующие годы положение вещей стало несколько лучше. На помощь французам в Эльзасе явился герцог Веймарский Бернгард. Имперцы были подавлены, и победители начали понемногу восстанавливать порядок.
Бернгард сделал попытку создать для себя из Эльзаса самостоятельное княжество под суверенитетом Франции, но в 1639 году он внезапно умер, быть может, от отравы. После этого единственными господами Эльзаса остались французы, и фактически Эльзас вошёл в состав французского королевства. По Вестфальскому миру 1648 года, дом Габсбургов за 3.000.000 ливров, которые должен был выплатить впоследствии Эльзас, уступил все свои права на Эльзас французской короне, с тем, однако, чтобы была сохранена связь Эльзаса с Германской империей; французская корона подтвердила все права и вольности эльзасского рыцарства. Страсбург и десять других городов сохранили самостоятельность и положение имперских городов. Они по-прежнему приносили присягу на верность императору. Епископ страсбургский, аббаты эльзасских монастырей, город Страсбург, местные графские фамилии, имперские города сохранили место и голос в германском рейхстаге. Таким образом для Эльзаса было создано двойственное положение французской провинции и члена Германской империи.

## Новая и новейшая история

### Эльзас под властью Франции (1648—1871)
Людовик XIV считал необходимым покровительствовать католикам; поэтому страсбургский и некоторые другие соборы были им возвращены. До отмены Нантского эдикта предписания Вестфальского мира о религиозной свободе всё же соблюдались, и даже после его отмены религиозные преследования и стеснения в Эльзасе не были особенно сильны. Таким образом, протестантизм и католицизм сохранили в Эльзасе приблизительно те самые позиции, которые они занимали до Вестфальского мира.
В других отношениях переход Эльзаса к Франции не сразу произвёл существенные изменения во внутреннем строе. Феодальные порядки сохранились вполне. Старинные конституции городов, с их почти полной независимостью от центральной власти, с их цеховым строем, были признаны Францией. Королевская власть Франция недолго, однако, могла терпеть местную независимость и свободу. Вопреки условиям Вестфальского мира, Людовик XIV в 1674 году занял своими войсками 10 эльзасских имперских городов и отменил их конституции. В 1681 году он придвинул войско к стенам Страсбурга; испуганный страсбургский городской совет поспешил, вопреки присяге на верность императору (о которой напоминали некоторые его члены), принести присягу на верность королю и отказаться от своей конституции. Людовик сохранил городу его протестантский университет, его гимназию, его цеховой строй, его доходы, а в известных пределах — и его муниципальное устройство, но юрисдикция города была значительно сужена и в административном отношении город объединён с остальным Эльзасом.
В Страсбурге была построена крепость. Управление Эльзаса, который отныне представлял одну цельную провинцию (только без Мюльгаузена), сосредоточивалось в руках двух главных чиновников — бальи и интенданта; во главе каждого города стоял назначаемый короной претор, с правом голоса в городском совете. Высшая судебная власть была сосредоточена в королевском суде, находившемся сначала в Брейзахе (на правом берегу Рейна), а после потери Брейзаха Францией по Рисвикскому миру (1697) — в Кольмаре. Судопроизводство в большей части низших судов по-прежнему велось на немецком языке, но в королевском суде был обязателен язык французский, который был чужд большинству населения.
Стремление офранцузить население было заметно и в других мероприятиях: так, в 1685 году интендант Эльзаса запретил горожанам ходить в немецком костюме и предписал французский покрой платья; это предписание исполнялось в течение нескольких лет, но затем постепенно было забыто, хотя до революции формально отменено не было. Рядом с этими мелочными предписаниями, которые, не достигая своей цели, могли только возбуждать население против Франции, принимались меры, содействовавшие развитию благосостояния страны и потому закреплявшие её связь с Францией. Значительная часть внутренних таможен была отменена (1680), но таможенная граница между самой Францией и Эльзасом была сохранена. Был принят целый ряд мер для поощрения земледелия, виноделия, табаководства (культура табака введена в Эльзасе в 1620 году) и скотоводства; проложено много хороших дорог, улучшена почта, основано много учебных заведений.
После тридцатилетней войны Эльзас сравнительно редко подвергался военным разгромам. В 1651 году в Эльзас вторгся герцог Лотарингский. В 1672—1679 годах Эльзас был театром военных действий между Францией, с одной стороны, и Нидерландами, Испанией и империей — с другой; во время военных действий французы по стратегическим соображениям дважды сожгли страсбургский мост через Рейн, хотя Страсбург, не присоединённый ещё тогда окончательно к Франции, протестовал против этого, заявляя о своём нейтралитете. В 1673—1674 годах маршал Тюренн зимовал с войсками в Эльзасе, производя суровые реквизиции. Это заставило Эльзас вновь пережить очень тяжёлый голодный год.
В XVIII веке Эльзас был затронут войнами за испанское за австрийское наследство. Несмотря на всё это, Эльзас со времени присоединения к Франции пользовался миром более прочным, чем ранее; экономическое благосостояние его поднялось, народное образование сделало значительный шаг вперёд. Хотя меры, имевшие целью офранцузить население, и не достигли цели, хотя большая часть эльзасцев по-прежнему говорила особым эльзасским наречием немецкого языка (остальные говорили особым наречием французского), хотя народ в культурном и духовном отношении сохранял тесную и непосредственную связь с Германией, но в политическом отношении большинство эльзасского населения уже до революции чувствовало свою связь с Францией и не стремилось к восстановлению прежнего положения вещей. Ещё прочнее закрепила эту связь революция.
В Генеральные штаты 1789 года Эльзаса послал 24 представителей, игравших заметную роль. Отмена всех феодальных прав и преимуществ и связанных с ними повинностей в знаменитую августовскую ночь преобразовала весь общественный строй Эльзаса, как и всей Франции. Остатки феодализма и крепостного права пали окончательно. Шесть германских князей и два епископа (шпейерский и базельский), у которых оставались владения в Эльзасе, подали в Национальное собрание протест против нарушения их прав, ссылаясь на постановления Вестфальского мира и на принципы международного права. С 9 октября 1789 года Национальное собрание посвятило этому протесту несколько заседаний, но после горячих дебатов решило оставить его без внимания. Муниципальный закон 1789 года отменил старый цеховой строй городов и заменил его новым; отныне коммуны управлялись мэрами и советами, избираемыми всеми активными гражданами (то есть плательщиками прямых налогов); зато вмешательство центральной власти в дела коммун стало чуть ли не более постоянным и мелочным, чем ранее.
В 1790 году, при введении нового административного деления, Эльзас составил два департамента: департамент Верхний Рейн (прежде Зундгау, с 1871 года Верхний Эльзас) и департамент Нижний Рейн (прежде Нордгау, с 1871 года Нижний Эльзас). Таможенная линия, отделявшая Эльзас от Франции, была уничтожена.
С 1789 года в Эльзасе играли видную роль политические клубы. В эпоху господства Робеспьера террор распространился и на Эльзас; его проводил комиссар конвента, эльзасский якобинец Евлогий Шнейдер. Террор подавил всякие внешние проявления недовольства революцией, но вызвал значительную эмиграцию из Эльзаса в Германию. В 1803 году страсбургский университет был вновь преобразован в академию. Войны революционной и Наполеоновской эпохи не пощадили Эльзас, который несколько раз был театром военных действий и сильно от них страдал. Из эльзасцев в революционных войнах прославился генерал Клебер. В 1798 году к Франции был присоединён г. Мюльгаузен. Когда в 1813 году во всей Германии началось освободительное движение, направленное против Франции, то Эльзаса оно вовсе не затронуло: по народным симпатиям он был уже вполне французским и остался таким даже тогда, когда армии союзников вступили на его территорию. После падения Наполеона Эльзас в политическом отношении жил общей жизнью с Францией, несмотря на то, что его литература и господствующий в нём язык по-прежнему оставались немецкими.

### Франко-прусская война 1870—1871
Война 1870 года вновь затронула Эльзас; на его территории в первое время стояла армия Мак-Магона и произошли сражения при Вейсенбурге (4 августа 1870 года) и при Верте (6 августа). После этих сражений Мак-Магон оставил Эльзас, который был оккупирован германской армией и в котором уже 14 августа было установлено немецкое управление. Только в Страсбурге оставался ещё французский гарнизон. С 13 августа началась правильная осада города, длившаяся до 27 сентября. Страшной бомбардировкой 24—27 августа была уничтожена в высшей степени ценная библиотека Страсбурга с 2400 старинных рукописей и 350000 томов, повреждён собор, разрушено множество зданий. На выборах в национальное собрание в феврале 1871 года Эльзас послал исключительно сторонников продолжения войны до последней крайности. По Франкфуртскому миру (10 мая 1871 года) Эльзас, вместе с частью Лотарингии, был уступлен Германии; только Территория Бельфор была отделена от Эльзаса и остались за Францией.

### Эльзас-Лотарингия как имперская земля. (1871—1904)
После присоединения прежних французских департаментов Верхнего Рейна, Нижнего Рейна и Мозеля к Германии они не составили особенного государства, которое входило бы в состав Германской империи, но вместе с тем также не вошли и в состав Пруссии или какого-либо другого государства, а образовали имперскую землю (Reichsland) под именем Эльзас-Лотарингия, которая являлась как бы провинцией империи. В союзном совете Эльзас-Лотарингия не имела представителей, но в рейхстаг она посылала депутатов, числом 15, то есть на равном основании с остальной Германией (по 1 на 100 000 жителей). Тем же законом 9 июня 1871 года, в силу которого была образована эта имперская земля, диктатура в ней до 1 января 1873 года (впоследствии этот срок продолжен до 1 января 1874 года) была вручена императору германскому, действующему по соглашению с союзным советом (следовательно, с правом действовать без согласия рейхстага).
В выборах 1871 года в рейхстаг Эльзас-Лотарингия не принимала участия, и в течение первого законодательного периода (1871—1874) в рейхстаге, таким образом, не было представителей этой земли. Эльзас-Лотарингия была организована по образцу прусской провинции; во главе её поставлен обер-президент, назначаемый императором и непосредственно подчинённый имперскому канцлеру. Первым обер-президентом был Эдуард фон-Мёллер (Möller).
Эльзас-Лотарингия, подобно прусским провинциям, была разделена на три округа (Верхний Эльзас, Нижний Эльзас и Лотарингия), а округа — на районы. Законом 30 декабря 1871 года обер-президенту предоставлено право в случае опасности для общественной тишины и спокойствия самостоятельно принимать экстраординарные меры и для приведения их в исполнение прибегать в военной силе (так называемый Dictaturparagraph).
Жителям Эльзас-Лотарингии, на основании Франкфуртского мира, было предоставлено право решить до 1 октября 1872 года, желают ли они быть французскими или германскими гражданами. 160 000 человек выразили желание остаться французскими гражданами, но выселилось из них только 50 000; остальные претендовали на пользование правами иностранцев, главным образом, — свободой от воинской повинности. Германское правительство, не соглашаясь с таким толкованием условий Франкфуртского мира, принуждало молодых эльзас-лотарингцев к отбытию воинской повинности, чем вызывало в стране сильное недовольство. Для смягчения этого недовольства были приняты некоторые меры; так, в виде вознаграждения за убытки, причинённые войной, были истрачены довольно значительные суммы из французской контрибуции. В результате этой меры почта, телеграф и железные дороги были значительно улучшены. В 1871 году введено обязательное обучение, ранее в Эльзас-Лотарингии не существовавшее. В 1872 году восстановлен страсбургский университет.
Вместе с тем, Германия задалась намерением уничтожить всякое французское влияние в Эльзас-Лотарингии и полностью германизировать её население. Для этого старались стеснить употребление французского языка; право пользоваться им в своём делопроизводстве сохранили только 311 коммун (из 1697), тогда как в действительности французский язык был господствующим в значительно большем их числе (особенно в Лотарингии). Мэры и другие чиновники смещались, когда обнаруживали в каком-либо отношении французские симпатии. Школьные учителя преследовались крайне сурово, если не вполне сообразовались с желаниями победителей. Право собраний было не только не расширено сравнительно с прежним, но даже сужено; обер-президент, на основании диктатур-параграфа, широко практиковал административную высылку из Эльзас-Лотарингии; законы о печати сохранены прежние (Наполеона III), и обер-президент часто пользовался ими для преследования некоторых органов печати. Всё это усиливало недовольство. Из трёх бециркстагов в 1872—73 годах только один мог вступить в исполнение своих обязанностей, ибо в двух других значительная часть членов отказалась принести присягу на верность императору; то же самое произошло в восьми крейстагах.
На выборах в рейхстаг 1874 года вели борьбу, главным образом, две партии: партия протеста (Protestler), которая безусловно протестовала против присоединения Эльзас-Лотарингии к Германии, и более умеренная партия автономистов, примирявшаяся с присоединением к Германии, как с неизбежным фактом, но отстаивавшая более широкую автономию Эльзас-Лотарингии. Партия протеста собрала 190 000 голосов, партия автономистов — 44 000, а все остальные германские партии (национал-либералы и другие) всего 7000. Все 15 избранных депутатов принадлежали к партии протеста.
В 1874 году был создан особый избираемый населением орган для местного законодательства и для определения местного бюджета — Landesausschuss; первоначально он имел значение исключительно совещательного органа при обер-президенте, но в 1877 году ему даны права законодательного органа, однако значительно меньшие, чем права других провинциальных сеймов. Законом 4 июля 1879 года было реорганизовано управление Эльзас-Лотарингии: на место обер-президента, подчинённого канцлеру, поставлен наместник императора (Statthalter), при котором организовано особое Эльзас-лотарингское министерство.
Первым наместником был фельдмаршал Мантейффель (1879—1885); при нём продолжалось и даже усилилось преследование всего французского в Эльзас-Лотарингии. Коммунальные советы и крейстаги беспрестанно распускались, избранные бургомистры замещались назначенными лицами; была проведена масса процессов о государственной измене; высылка французов и даже немцев практиковалась в широких размерах. В ландесаусшусе совершенно был запрещён французский язык. Результатом этого было то, что совершенно исчезла партия автономистов, усилившаяся было во второй половине 1870-х годов; партия протеста приняла тогда название «эльзасской партии».
После смерти Мантейффеля наместником Эльзас-Лотарингии был князь Гогенлоэ-Шиллингсфюрст (1885—1894), впоследствии канцлер; он продолжал политику своего предшественника, но в несколько смягчённом виде. В 1887 году было введено требование на Эльзас-Лотарингской границе с Францией паспортов с обязательной визой германского консульства, что крайне затруднило передвижение через границу. В 1891 году эту меру, как стеснительную не только для эльзасцев, но и для немцев, едущих из Франции, пришлось отменить. Эльзас-Лотарингия во время присоединения её к Германии была одной из наиболее густонаселённых областей Германии; перед войной на её нынешней территории жило 1 579 000 чел. В 1871 году число жителей уменьшилось до 1 549 000; вследствие эмиграции к 1875 году число жителей ещё понизилось до 1 531 000; с тех пор началось повышение, но нерегулярное, со временными понижениями и, в общем, весьма медленное, сравнительно с размножением  населения в остальной Германии.
Начиная с 1890-х годов рейхстаг несколько раз высказывался за отмену диктатура-параграфа, но эта мера не находила поддержки в союзном совете. Тем не менее, совместная жизнь с Германией заставила население Эльзас-Лотарингии примириться с существующим фактом. Начиная с 1890 года политические выборы в рейхстаг явственно говорят об упадке эльзасской партии. На выборах 1903 года за неё подано только 102 000 голосов из общего числа 282 000, то есть 36 %; из 15 депутатов только 7 отныне принадлежат к эльзасской партии. Дух протеста, оставшийся в народе, направился в другую сторону: на тех же выборах 1903 года 68 000 голосов, то есть 24 %, подано за партию социал-демократическую. Вообще социал-демократы немало содействовали германизации эльзас-лотарингского населения. Из остальных 40 % около половины голосов (18 %) были поданы за партии консервативную и национал-либеральную: это либо новые элементы населения, пришедшие из Германии (чиновники, отчасти купцы), либо (в небольшой части) элементы, совершенно примирившиеся не только с фактом присоединения Эльзас-Лотарингии к Германии, но и вообще с её положением. 10 % голосов поданы за свободомыслящих и демократов, 7 % за центр.
В мае 1888 года на территории Эльзас-Лотарингии был введён визовый режим для иностранцев пребывающих с территории Франции. Так действие визы устанавливалось сроком в один год, а выдавалась она только германским посольством в Париже. В результате этих мер, Французы с визой в паспорте могли находиться на имперских землях без особого разрешения до восьми недель. По истечении этого срока только с разрешения президента департамента. Пребывающие же на эти земли военные должны были иметь особое краткосрочное разрешение начальника округа или директора полиции. За всеми указанными паспортно-визовыми мерами следили с особой строгостью и даже, по воспоминаниям современников, с произволом. Это выражалось в том что зачастую французам отказывали в выдаче виз без каких-либо причин или выдворяли с территории Эльзас-Лотарингии тех, у кого все документы и виза были в порядке.
Визовый режим также крайне негативным образом отразился на торгово-экономических отношениях Эльзас-Лотарингии и Франции. Император Вильгельм оставил без рассмотрения ходатайство Страсбургской торговой палаты о смягчении визового режима. Указанный визовый режим с точки зрения современников нарушал даже внутренние законы империи, связанные со свободой перемещения.
В 1894 году наместником Эльзас-Лотарингии назначен князь Герман Гогенлоэ-Лангенбургский. Его политика носила характер до некоторой степени примирительный. При нём реформирована система податей. Вслед за распространением на территорию Эльзас-Лотарингии нового, общегерманского гражданского кодекса (1900), был издан новый закон о печати, соответствующий общегерманскому и впервые создавший в Эльзас-Лотарингии действительную свободу печати. В 1902 году император Вильгельм II при посещении Эльзас-Лотарингии объявил, что он согласен на отмену диктатур-параграфа, которая вслед затем была принята союзным советом и рейхстагом (9 июня 1902); с тех пор Эльзас-Лотарингия находится под действием общего права. В том же 1902 году рейхстаг постановил отменить имущественный ценз для права участия в выборах в Эльзас-лотарингский ландесаусшус, другими словами — ввести в Эльзас-Лотарингии всеобщее избирательное право, но союзный совет отказал в своей санкции. В том же 1902 году в страсбургском университет рядом со старинным протестантским теологическим факультетом был учреждён католический богословский факультет, что было тоже уступкой эльзасцам.

### Первая мировая война
В Первую мировую войну эльзасцы и лотарингцы отказывались воевать в немецкой армии, их девизом было лаконичное выражение: «Без нас!». В ноябре 1918 года была провозглашена Эльзасская советская республика, но к концу войны союзники заняли значительную часть Эльзаса и Лотарингии. По условиям Версальского мирного договора, Франция вернула себе эти земли и владеет ими поныне, за исключением периода 1940 по 1944, когда они считались частью Третьего рейха. На территории Эльзаса и Лотарингии сегодня расположены французские департаменты Верхний Рейн, Нижний Рейн и Мозель.

## Краткая хронология
| год(а)                              | событие | подчинение                                            | официальный язык                                               |
| ----------------------------------- | --- | ----------------------------------------------------- | -------------------------------------------------------------- |
| 5400 — 4500 гг. до н. э.            | Культура линейно-ленточной керамики | —                                                     | —                                                              |
| 2300 — 750 гг. до н. э.             | Колоколообразная культура | —                                                     | —                                                              |
| 750 — 450 гг. до н. э.              | Гальштатская культура раннего железного века (ранние кельты) | —                                                     | —                                                              |
| 450 — 58 гг. до н. э.               | кельты/галлы завоевали всю Галлию, в том числе и Эльзас; торговля с Грецией | Кельты/Галлы                                          | галльский вариант кельтского языка                             |
| 58 / 44 гг. до н. э. — 260 г. н. э. | Эльзас и Галлия были завоёваны Цезарем, который нанёс поражение Ариовисту в районе Мюлуза; Эльзас превращён в провинцию Верхняя Германия                                                                           | Римская империя                                       | латынь                                                         |
| 12 г. до н. э.                      | создание укреплённой римской крепости Аргенторат (лат. Argentoratum): рождение города Страсбурга |                                                       |                                                                |
| 260—274                             | образование Галльской империи | Галльская империя                                     | латынь, галльский язык                                         |
| 274—286                             | Рим вновь завоёвывает Галльскую империю и Эльзас | Римская империя                                       | латынь, галльский язык, германский язык (только в Аргенторате) |
| 286—378                             | Диоклетиан поделил Римскую империю на Восточную и Западную | Римская империя                                       |                                                                |
| около 300                           | начало германских набегов на Римскую империю | Римская империя                                       |                                                                |
| 378—395                             | восстание вестготов и набеги гуннов | Римская империя                                       |                                                                |
| 395—436                             | смерть Феодосия I и окончательный раздел Римской империи | Западная Римская империя                              |                                                                |
| 436—486 * 451                       | набеги германцев вторжение Аттилы; алеманны полностью занимают Эльзас; Аргенторатум разрушен | Галлия                                                |                                                                |
| 486—511 * 496                       | Нижний Эльзас был завоёван франками победа Хлодвига над алеманнами в Тольбиаке | Франкское государство                                 | старофранкский язык, латынь                                    |
| 531—614                             | Верхний Эльзас был завоёван франками | Франкское государство                                 |                                                                |
| 614—795 * 640—740                   | весь Эльзас оказался под властью франков в Эльзасе образуется герцогство; при Этеконидах основываются монастыри | Франкское государство                                 |                                                                |
| 795—814                             | начало правления Карла Великого: 25 декабря 800 Карл был коронован императором Священной Римской империи | Империя франков                                       | старофранкский язык                                            |
| 814—847                             | смерть Карла Великого | Каролингская империя                                  | старофранкский язык, древневерхненемецкий язык                 |
| 842                                 | «Страсбургские клятвы» — договор, заключённый между Карлом II Лысым и Людовиком II Немецким против их старшего брата Лотаря I                                                                                      |                                                       |                                                                |
| 847—870                             | Верденский договор, по которому сыновья Людовика Благочестивого разделили королевство Карла Великого (своего деда) на три части; Эльзас отошёл Лотарингии                                                          |                                                       |                                                                |
| 870—889                             | Мерсенский договор, Эльзас отошёл к Восточно-Франкскому королевству | Восточно-Франкское королевство (королевство Германия) | древневерхненемецкий язык, франкский язык                      |
| 889—962                             | Каролингская империя распалась на пять королевств, набеги венгров и викингов на Эльзас | Королевство Германия                                  |                                                                |
| 962—1618                            | Оттон I Великий коронуется в качестве императора Священной Римской империи | Священная Римская империя                             | древневерхненемецкий язык, немецкий язык                       |
| 1273                                | Рудольф Габсбург становиться императором; начало австрийского Эльзаса, сохранившегося до 1648 г. |                                                       |                                                                |
| 1354                                | основание Десятиградия (Декаполя): союза 10 свободных городов Эльзаса |                                                       |                                                                |
| 1386, 9 июля                        | битва при Земпахе |                                                       |                                                                |
| 1434—1444                           | Гутенберг в Страсбурге |                                                       |                                                                |
| 1469—1474                           | попытка присоединения Эльзаса к Бургундии |                                                       |                                                                |
| 1521                                | начало распространения в Эльзасе протестантства |                                                       |                                                                |
| 1525                                | Крестьянская война; 25 тысяч повстанцев были жестоко убиты в Саверне |                                                       |                                                                |
| 1555                                | по Аугсбургскому мирному соглашению определяются границы владений католических и протестантских сеньоров |                                                       |                                                                |
| 1618—1648                           | Людовик XIV аннексировал часть территорий Эльзаса в ходе Тридцатилетней войны | Священная Римская империя                             | немецкий язык                                                  |
| 1648—1871                           | по Вестфальскому миру Франция получила большую часть Эльзаса (кроме Страсбурга, в основном южные районы) | Французское королевство                               | немецкий, французский язык                                     |
| 1675                                | победа Тюренна над имперцами под Тюркгеймом |                                                       |                                                                |
| 1681                                | свободный имперский город Страсбург был осаждён войсками французского короля и в конце концов сдался |                                                       |                                                                |
| 1744                                | торжества в честь Людовика XV, прибывшего с визитом в Страсбург |                                                       |                                                                |
| 1790                                | Эльзас был разделён на два департамента — Верхний и Нижний Рейн |                                                       |                                                                |
| 1798                                | свободная республика Мюлуза, объединившаяся с Швейцарской конфедерацией, вынуждена была капитулировать из-за экономической блокады, введённой Францией; город перешёл под власть Франции после голосования горожан |                                                       |                                                                |
| 1815                                | в результате Венского договора Эльзас теряет Ландау и его северная часть переноситься к Лаутеру |                                                       |                                                                |
| 1870                                | Франко-прусская война; сражения под Висамбуром и Фрешвиллером; осада Страсбурга |                                                       |                                                                |
| 1871, 18 апреля                     | введение обязательного школьного образования |                                                       |                                                                |
| 1871—1918                           | по Франкфуртскому договору Германия аннексировала Эльзас, за исключением территорий Бельфора (Бельфор стал, таким образом, частью Лотарингии)                                                                      | Германия                                              | немецкий язык                                                  |
| 1872, 28 апреля                     | имперский указ об основании немецкого университета в Страсбурге |                                                       |                                                                |
| 1874, 29 октября                    | декрет о создании региональной Ассамблеи Эльзас — Лотарингии |                                                       |                                                                |
| 1911, 31 мая                        | принятие Конституции Эльзас — Лотарингии |                                                       |                                                                |
| 1915                                | битва у скалистого выступа Хартманнсвиллеркопф (нем. Hartmannswillerkopf) (называемого также Старым Арманом — фр. vieil Armand) в 17 км от Мюлуза                                                                  |                                                       |                                                                |
| 1918, 11 — 21 ноября                | Эльзасская советская республика |                                                       |                                                                |
| 1919—1940                           | Эльзас вновь переходит под власть Франции после ратификации Версальского мирного договора | Франция                                               | французский язык                                               |
| 1925—1935                           | строительство линии Мажино |                                                       |                                                                |
| 1939, Сентябрь                      | начало второй мировой войны; эвакуация трети населения на юго-запад Франции |                                                       |                                                                |
| 1940—1944                           | во время немецкой оккупации Эльзас по сути дела был аннексирован Рейхом | Германия                                              | немецкий язык                                                  |
| 1942, 25 августа                    | принудительный призыв 130 тыс. эльзасцев и мозельцев в немецкую армию |                                                       |                                                                |
| 1945 — по настоящее время           | Эльзас вернулся под контроль Франции | Франция                                               | французский язык                                               |
| 1949                                | создание Совета Европы в Страсбурге |                                                       |                                                                |
| 1973                                | образование первого регионального совета Эльзаса |                                                       |                                                                |
| 1979                                | выборы в первый Европейский парламент, расположенный в Страсбурге |                                                       |                                                                |
| 1992                                | набрав 65 % голосов, Эльзас лидировал в голосовании за присоединение к Маастрихтскому договору |                                                       |                                                                |